# The Battery (Manhattan)
The Battery, antes conocido como Battery Park, es un parque público de 10 h ubicado en el extremo sur de la isla de Manhattan en Nueva York frente al puerto de Nueva York. Limita con Battery Place al norte, State Street al este, el puerto de Nueva York al sur y el río Hudson al oeste. Entre sus atracciones están un fuerte de principios del siglo XIX llamado Castle Clinton; múltiples monumentos; y el carrusel SeaGlass. El área circundante, conocida como South Ferry, tiene múltiples terminales de ferry, incluida la terminal Whitehall de Staten Island Ferry; un muelle de ferries al Monumento Nacional de la Estatua de la Libertad (que incluye la Isla Ellis y la Isla de la Libertad); y un muelle para tomar barcos a a Governors Island.
El parque y sus alrededores llevan el nombre de las baterías de artillería que se construyeron a finales del siglo XVII para proteger el asentamiento detrás de ellas. En la década de 1820, Battery se había convertido en un destino de entretenimiento, con la conversión del Castle Clinton en un lugar de teatro. A mediados del siglo XIX, se construyó The Battery Park de la actualidad y Castle Clinton se convirtió en un centro de inmigración y aduanas. The Battery se conocía comúnmente como el punto de llegada para los inmigrantes en Nueva York hasta 1890, cuando el centro de inmigración Castle Clinton fue reemplazado por uno en Ellis Island. Castle Clinton luego albergó el Acuario de Nueva York desde 1896 hasta 1941.
En 1940, la totalidad de Battery Park estuvo cerrada durante doce años debido a la construcción del túnel Brooklyn-Battery y el paso subterráneo de Battery Park. Volvió a abrir en 1952, pero luego entró en declive. The Battery Conservancy, fundada en 1994 por Warrie Price, financió y financió la restauración y mejora del parque que alguna vez estuvo en ruinas. En 2015, TNC cambió el nombre del parque a su nombre histórico de "the Battery".

## Historia

### Sitio
El área fue ocupada originalmente por los nativos lenape. Los colonos holandeses poblaron el área como parte del asentamiento de Nueva Ámsterdam a principios del siglo XVII. Los holandeses se refirieron al extremo sur de Manhattan como "Capske Hook" o "Capsie Hoek", el término proviene de la palabra lenape "Kapsee", que significa "saliente rocosa". : 90  Capske Hook era originalmente una cornisa estrecha y montañosa que se extendía hacia el norte hasta Broadway, que en ese momento era un sendero de lenape. Schreyers Hook (cf. Schreierstoren de Ámsterdam) estaba justo al lado. Entre 1625 y 1626, los holandeses construyeron Fort Amsterdam en lo alto de una colina en el sitio de la actual Alexander Hamilton U.S. Custom House. Sin embargo, el fuerte fue en gran parte ineficaz, a pesar de varios intentos de reconstrucción. Los británicos se hicieron cargo del asentamiento en 1664 y cambiaron el nombre de las defensas a Fort James. Se instaló una batería de artillería en 1683, de la cual proviene el nombre actual, una de una serie de baterías instaladas alrededor de la Guerra del Rey William, incluso en Oyster Pasty y Whitehall. Más tarde, la fortificación sería renombrada varias veces más, antes de que los británicos se decidieran por el nombre de "Fort George" en 1714. : 90 

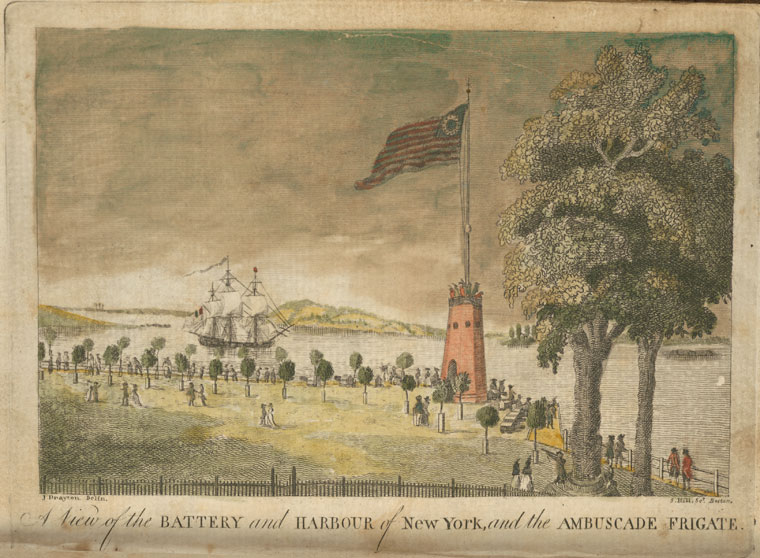
Representación de 1793 del asta de la bandera y plantaciones recientes en The Battery.

The Battery no disparó más tiros hasta 1776 durante la Guerra de Independencia, cuando las tropas estadounidenses se apoderaron del sitio. Sin embargo, los estadounidenses no pudieron evitar que los británicos navegaran por el río Hudson. Tras el desembarco británico en Kip's Bay el 15 de septiembre de 1776, los estadounidenses abandonaron el fuerte y los británicos tomaron el Lower Manhattan. Al final de la guerra en 1783, The Battery fue el centro de las celebraciones del Día de la Evacuación que conmemoraban la salida de las últimas tropas británicas en Estados Unidos; el evento se conmemoró más tarde con la erección de un asta de bandera. En 1788, Fort George había sido demolido y los escombros del fuerte se usaron para expandir The Battery. El fuerte en sí se convirtió en el sitio de la Casa de Gobierno, una mansión ejecutiva destinada al presidente de Estados Unidos, George Washington, aunque en realidad nunca se usó para ese propósito. : v. 5, p. 1252 
Entre 1808 y 1811, justo antes de la Guerra anglo-estadounidense de 1812, se erigió en una pequeña isla artificial cercana a la costa la West Battery (lit. Batería Oeste), para reemplazar las baterías anteriores en el área. : 91  En ese momento, la orilla era un borde relativamente plano. : 91  La West Battery nunca se usó, y tras la guerra pasó a llamarse Castle Clinton. Cuando se creó la masa terrestre de Battery Park, rodeó e incorporó la isla. Aproximadamente 1 ha se agregaron al área del parque en 1824. Mientras tanto, Castle Clinton fue entregado al gobierno de la ciudad, que convirtió la estructura en un lugar de entretenimiento. Posteriormente sirvió para varios propósitos, incluso como un centro de inmigración y aduanas, así como un acuario.

### Creación

La casa de James Watson, 1793–1806, atribuida a John McComb Jr., y el santuario contiguo a St. Elizabeth Ann Seton frente a Battery Park

En la década de 1840, los neoyorquinos ricos pedían públicamente la construcción de un nuevo gran parque en Manhattan. Citaban tres argumentos: fomentar la buena salud, mejorar el comportamiento de las "clases desordenadas" y mostrar el refinamiento con el que se percibían. : 23  En ese momento, las diecisiete plazas de Manhattan comprendían un total combinado de 66,8 ha de tierra, la mayor de las cuales fue de 10 acres (4 ha) aparcar en The Battery. : 18–19  Se consideraron dos sitios para un gran parque: Jones's Wood y el sitio actual de Central Park. : 20  Una sugerencia alternativa fue ampliar The Battery Park existente, una medida respaldada por la mayoría del público. : 43–44  Sin embargo, los comerciantes adinerados se opusieron a la expansión, pues consideraron que suponía un riesgo para el tráfico marítimo, y obtuvieron el respaldo de un teniente de la Armada de Estados Unidos. : 92–93  Como compromiso, los concejales de Nueva York también votaron para ampliar Battery Park a 24 acres (9,7 ha). : 43–44  En última instancia, los planes para el gran parque resultarían en la construcción de Central Park. : 52–53 
El relativamente moderno Battery Park fue creado principalmente por vertederos a partir de 1855, utilizando tierra de proyectos de ampliación de calles en el Lower Manhattan que unían la isla de Castle Garden con el "continente" de Manhattan. La costa original es aproximadamente el límite este del parque moderno en State Street. : 91  En State Street, el antiguo puerto y el límite norte del parque, una sola mansión federal, la Casa James Watson, sobrevive como parte del Santuario de Santa Isabel Ana Seton. : 8  : 11 
Para 1870, había planes para mejorar Battery Park y Bowling Green, que se consideraba que se habían degradado sustancialmente debido al uso excesivo. Se debían trazar senderos a través de ambos parques, cruzando con una plaza que se construiría en las afueras del Castle Clinton. City Pier A, ubicado inmediatamente al norte del Castle Clinton, se encargó en 1886 y se completó dos años después. : 7  El edificio originalmente albergaba a la Junta de Comisionados de Muelles de la Ciudad de Nueva York : 7  y posteriormente se utilizó como estación de bomberos hasta 1992.

#### Líneas elevadas y de metro
Varias líneas de ferrocarril elevadas o "els" se estaban construyendo en Battery Park a fines del siglo XIX, pero fueron controvertidas por varias razones. Debido a que los els fueron arrastrados originalmente por trenes de vapor hasta 1902, esto causó una contaminación sustancial en Battery Park. La New York Elevated Railroad Company abrió la estación elevada Battery Place en Battery Place, en el extremo norte del parque, en 1872. Esto fue seguido por la apertura de la estación elevada South Ferry de dos vías en el extremo sur del parque en 1877. New York Elevated Railroad acordó embellecer Battery Park como condición para poder construir la estación, pero la construcción de la estación elevada pronto provocó oposición entre las personas que querían que se eliminaran las vías elevadas.
En 1879 se construyó una estación más grande de cuatro vías en las cercanías, que da servicio a las líneas Segunda, Tercera, Sexta y Novena Avenida. En 1883, la legislatura estatal estableció un comité para examinar el proceso mediante el cual se había otorgado el permiso para construir la estación elevada. Al año siguiente, New York Elevated propuso extender los andenes de la estación Battery Place sobre Battery Park porque los andenes eran demasiado cortos para acomodar trenes de cuatro vagones. Otro plan, que habría creado circuitos de vías elevados sobre Battery Park, fue rechazado en 1887 por ser ilegal. Otros planes fallidos para construir vías elevadas sobre Battery Park se propusieron en 1889 y 1891.
Para 1900, los els se consideraban una molestia, y hubo llamadas para destruir los segmentos de vías elevadas que corrían directamente sobre el parque, aunque esto no sucedió hasta pasados cincuenta años. En 1903, un asambleísta estatal propuso un proyecto de ley que otorgaría a las compañías de ferrocarriles elevados los derechos exclusivos para construir una terminal ferroviaria en Battery Park, excluyendo la construcción del metro subterráneo de Interborough Rapid Transit Company (IRT). El proyecto de ley no fue aprobado. En ese momento, la Línea de la Avenida Lexington, el Túnel de la Calle Joralemon a Brooklyn y la terminal del metro South Ferry se estaban construyendo directamente debajo del parque. La estación de South Ferry se inauguró en 1905, y el túnel de la calle Joralemon en 1908.
Otro método de transporte temprano fue el de los tranvías, que se detuvieron en Battery Place y recorrieron ambos lados de la isla de Manhattan. Estas líneas de tranvía terminaban en South Ferry. Los tranvías se eliminaron en 1936, aunque solo algunos fueron reemplazados por autobuses.

### sigloXX

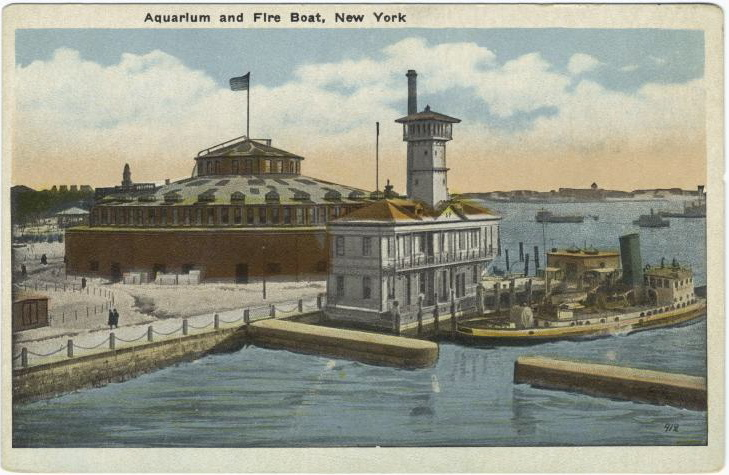
El Acuario de Nueva York solía estar ubicado en Castle Clinton (imagen antes de 1923)

Para el siglo XX, el Battery Park había comenzado a decaer y se estaban proponiendo varias estructuras nuevas en sus terrenos, aunque la mayoría de los planes enfrentaron oposición y no se construyeron. Por ejemplo, en 1901, se propuso dentro del parque un gran arco conmemorativo para honrar a los marineros de la Armada de Estados Unidos. Otro monumento, al operador de un barco de vapor Robert Fulton, fue propuesto en septiembre de 1905 por Gustav H. Schwab. También hubo un proyecto de ley para construir un patio de recreo, vetado en 1903. La oposición a las estructuras en Battery Park fue tal que incluso el comisionado de parques de Manhattan se opuso a la construcción del metro IRT debajo de Battery Park. Otras propuestas incluyeron un plan de 1910 para expandir el Acuario, y una propuesta para un campo de jogging atlético el año siguiente. Además, durante la Primera Guerra Mundial, había un plan para construir un edificio del gobierno federal en el sitio, pero este se retiró tras la oposición al proyecto.
Las propuestas para rediseñar Battery Park continuaron durante la próxima década. En 1921 se anunció una expansión del Acuario de Nueva York dentro del parque, y el mismo año se inauguró una nueva placa conmemorativa. Para 1926, un grupo llamado Battery Park Association había formado un comité para estudiar formas de mejorar el parque. En 1928, se propuso retirar los els de Battery Park. Al año siguiente, se propuso un monumento a los inmigrantes dentro de Battery Park, y el parque en sí se propuso para la reconstrucción en una vista formal. En 1937, Isaac Newton Phelps Stokes propuso convertir Battery Park en una "puerta de entrada" ajardinada para Nueva York, con un malecón semicircular y una plaza curva. Los funcionarios anunciaron una propuesta el año siguiente para ampliar el parque en 4 ha en conjunto con mejoras a las carreteras alrededor del parque.
En 1940, Battery Park se cerró parcialmente para la construcción del túnel Brooklyn-Battery, y el acuario se cerró. Posteriormente, se propusieron varios planes para modificar Battery Park. En 1941 se organizó un concurso de diseño para reconstruir Battery Park, y también se discutió un plan para reemplazar Castle Clinton con un monumento a Fort Clinton. Durante el cierre del parque, su extremo norte se utilizó para almacenar escombros. Un segundo túnel, el paso subterráneo de Battery Park, comenzó a construirse en 1949. Al año siguiente, se abrió el túnel Brooklyn-Battery, y la estación elevada South Ferry se retiró tras el cierre de la última línea elevada que conducía a la estación. Después de que se completó el paso subterráneo en 1951, el parque fue rediseñado y ampliado en 1 ha y reabrió en 1952. En el nuevo diseño de Battery Park, tenía una explanada ajardinada, una terraza elevada frente al mar y un césped ovalado con un parque infantil. Varias estatuas, anteriormente esparcidas, fueron reorganizadas en patrones. La reconstrucción costó unos 2,38 millones de dólares.

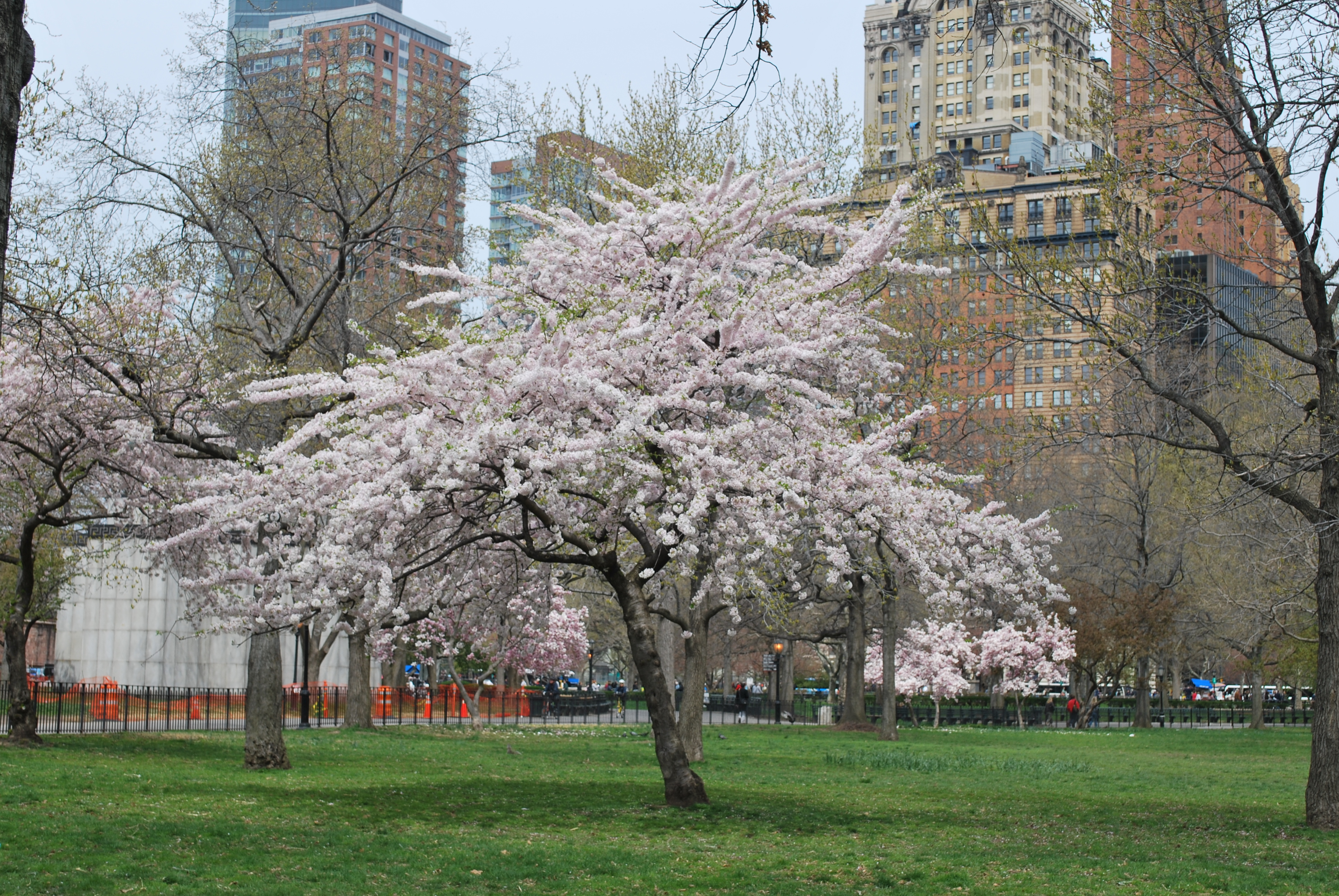
Un árbol en Battery Park

Varios monumentos se abrieron hasta mediados del siglo XX. Peter Minuit Plaza y un memorial de la Guardia Costera se inauguraron en 1955, y el East Coast Memorial se inauguró en 1963. En los años 1960 se propuso una "aguja espacial" de 760 m con oficinas y espacio comercial, dos veces la altura del Empire State Building, mientras se discutían dónde colocar la tierra adicional creada a partir de la construcción del World Trade Center. El edificio se habría colocado parcialmente en un vertedero adyacente a The Battery. La "aguja" nunca se construyó, y la tierra se usó como relleno sanitario para la creación de Battery Park City, justo al norte de Battery Park. En 1971, Battery Park estaba tan deteriorado que un representante estadounidense de Misuri, Richard Howard Ichord Jr., llamó al parque lleno de basura "una desgracia nacional" y propuso que se contratara a dos empleados del Servicio de Parques Nacionales para limpiar el parque. Castle Clinton fue restaurado varios años después y reabierto en 1975.
En 1982, Battery Park y muchos otros "sitios históricos frente al mar" fueron designados por el gobierno del estado de Nueva York como parte de una zona llamada "Harbor Park". Los otros sitios incluían South Street Seaport en Manhattan, Liberty and Ellis Islands en el puerto de Nueva York, Fulton Ferry en Brooklyn y Sailors 'Snug Harbor en Staten Island, que iban a estar conectados por nuevas rutas de ferry. La legislación de Harbor Park fue parte de una propuesta de la ciudad para crear un destino turístico más grande a partir de estos sitios, centrado principalmente en la historia del puerto de Nueva York. El "parque" se inauguró en julio de 1984.

### Restauración ysigloXXI
Battery Park City se construyó como un vecindario de lujo frente al mar en los años 1970 y 1980. El éxito del desarrollo resultó en atención y nuevos fondos para proyectos de Battery Park, como 5 millones de dólares para un jardín cerca del Castle Clinton. En 1988, el gobernador Mario Cuomo y el alcalde Ed Koch anunciaron un plan de 100 millones de dólares para construir dos nuevos parques en Battery Park City y reorganizar el parque en Battery como parte de un nuevo sistema de parques ribereños del río Hudson. Parte del sistema de parques frente al mar se había completado anteriormente, pero la nueva propuesta completaría el sistema de parques. Dentro de Battery Park, la Autoridad de la Ciudad de Battery Park agregaría nuevas entradas y rediseñaría el parque para brindar vistas más claras del río.
Sin embargo, en los años 1990, Battery Park estaba desgastado, y muchos de los residentes y turistas cercanos lo rechazaron por completo, excepto cuando tomaron botes a la Estatua de la Libertad y la Isla Ellis. The New York Times dijo sobre el parque: "Algunos bancos están rotos, todos necesitan ser pintados. Donde debería estar la hierba, hay suciedad y basura. Un letrero con un mapa y una guía está tan manchado de grafiti que es ilegible. Hay baches en el asfalto donde la gente hace fila para los botes hacia la Estatua de la Libertad ". La organización sin fines de lucro Battery Conservancy se creó en 1994, y una de sus primeras acciones fue crear un plan arquitectónico para el parque y renovarlo por 30 millones de dólares. En 1998, la administración del alcalde Rudy Giuliani anunció una iniciativa de 40 millones de dólares para renovar Battery Park. El proyecto de restauración, basado en proyectos exitosos similares en Bryant y Central Parks, requirió la reubicación de las 23 estatuas de Battery, así como la expansión del Castle Clinton. Gran parte de los fondos se recaudarían de forma privada y, en ese momento, se pensó que esto era un obstáculo menor, ya que Battery Park no era tan destacado como Central Park ni estaba tan deteriorado como Bryant Park.
Uno de los primeros proyectos de renovación que comenzó fue la reconstrucción del malecón y el paseo marítimo del parque a un costo de 5,5 millones de dólares. Aunque Battery Park se usó como un sitio de emergencia tras los ataques del 11 de septiembre de 2001, la construcción en el paseo superior continuó en gran parte ininterrumpida y se inauguró en diciembre de 2001. Cinco meses tras ser dañada en los ataques del 11 de septiembre, The Sphere de Fritz Koenig, que una vez estuvo en el centro de la plaza del World Trade Center a unas cuadras de distancia, fue reinstalada en una ubicación temporal en la sección norte del parque. Estaba ubicado cerca del Monumento Netherland en la esquina noreste del parque antes de ser trasladado a Liberty Park en el nuevo World Trade Center a fines de 2017. The Battery Bosque, un nuevo jardín paisajístico, inaugurado en 2005.

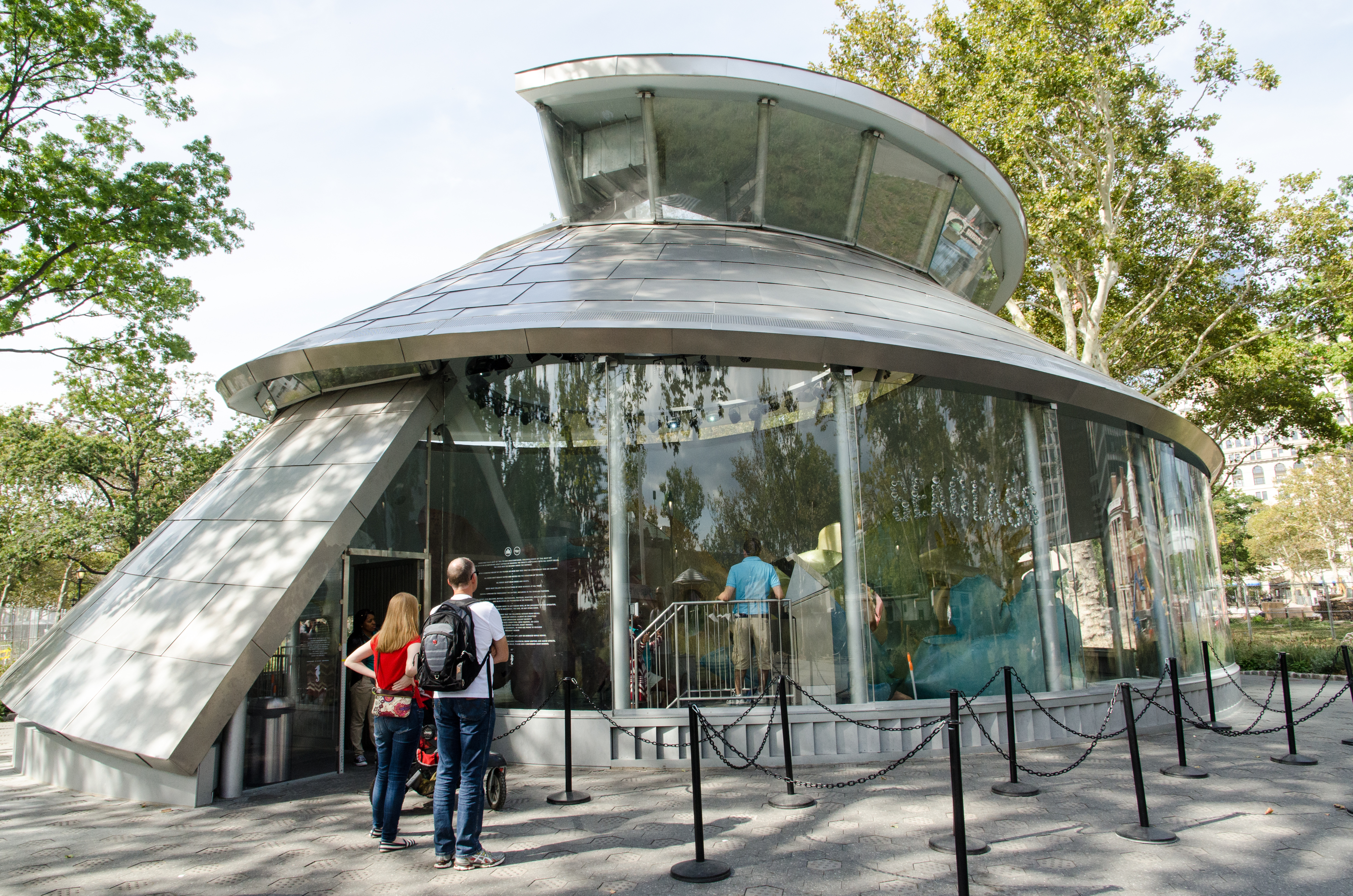
SeaGlass Carousel, inaugurado en 2015

Se llevaron a cabo algunos proyectos de restauración en Battery Park en los años 2010, incluida la adición de un jardín comunitario, la renovación de un paseo marítimo y la construcción del SeaGlass Carousel. Para junio de 2012, se estaba acordonando un tercio del parque para estos proyectos de construcción, aunque el parque en sí permanecía abierto, atendiendo de 10 000 a 15 000 visitantes diarios. En octubre de ese año, el huracán Sandy causó graves daños en la zona, sumergiendo el parque bajo agua salada durante varias horas. Battery Conservancy restauró las áreas boscosas dentro de Battery Park, además de agregar jardines y áreas verdes para mitigar los efectos de futuras tormentas. Aunque el SeaGlass Carousel quedó prácticamente intacto durante el huracán Sandy, su apertura se retrasó. Después de la tormenta, se suponía que la atracción abriría a finales de 2013, pero en realidad no abrió hasta agosto de 2015.
El Departamento de Parques y Recreación de Nueva York restauró el título histórico original del parque de "The Battery" en 2015. Para el año siguiente, Battery Conservancy había recaudado 46 millones de dólares en fondos privados durante sus 22 años de existencia, así como 92 millones en fondos de la ciudad. La conservación planeó utilizar estos fondos para realizar mejoras adicionales al parque. Por ejemplo, The Battery Oval se inauguró en 2016. Un 1 ha en 2016 se propuso una zona de juegos ecológica y resistente a las inundaciones llamada Playscape El trabajo comenzó en marzo de 2020, con una fecha prevista de finalización a mediados de 2021.

## Principales atracciones

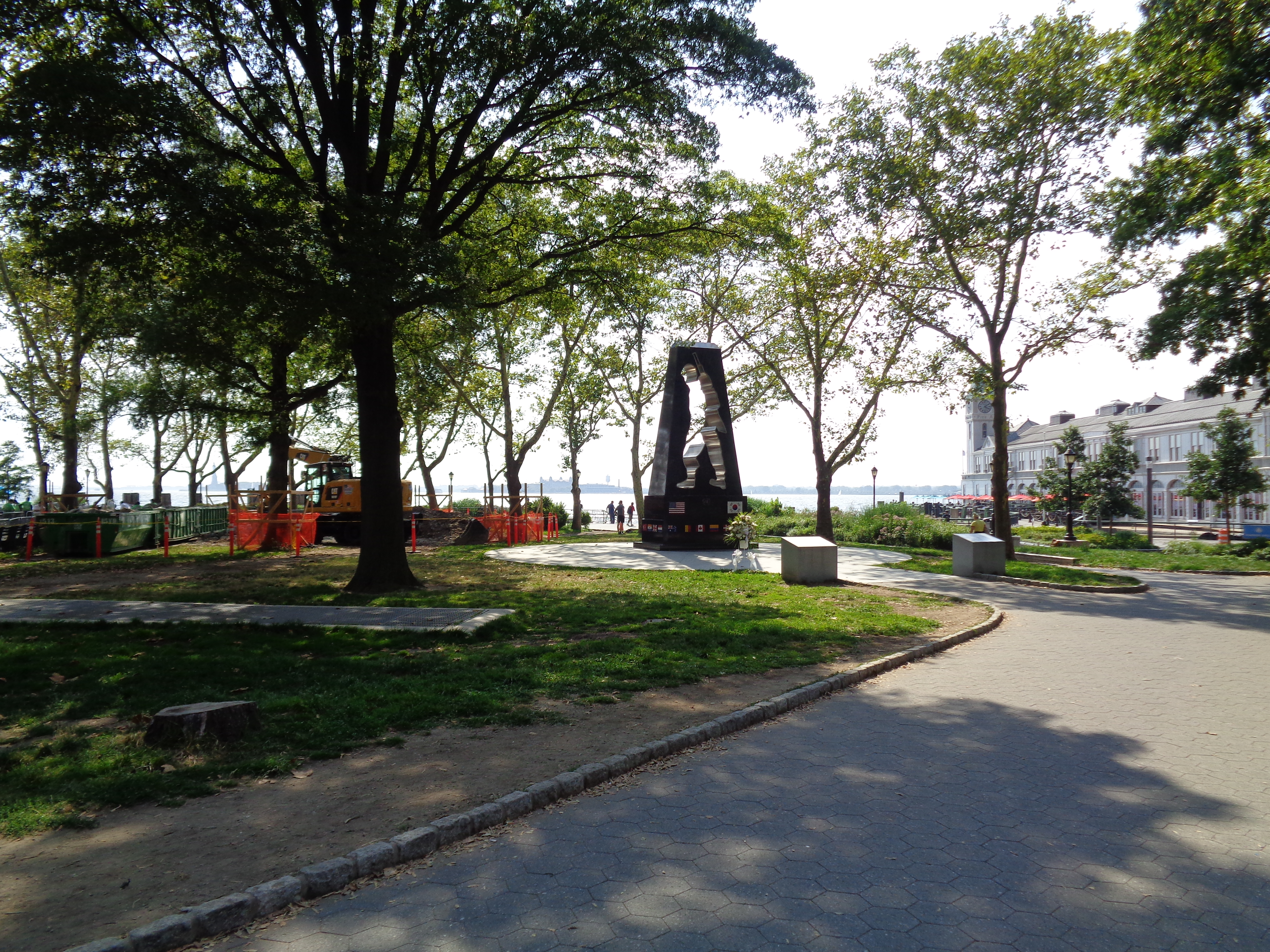
Monumento conmemorativo de la guerra de Corea en The Battery

The Battery tiene múltiples atracciones y puntos de interés. Castle Clinton, un antiguo fuerte, : 91  encuentra cerca de la esquina noroeste de Battery y sirve como la principal atracción del parque. Al norte se encuentra la antigua estación de bomberos, City Pier A, que desde 2014 se ha utilizado como restaurante. Otro restaurante, el restaurante Battery Gardens, está situado junto al edificio dThe Battery del guardacostas de Estados Unidos.
Cerca se encuentra un jardín de 1,6 ha llamado Battery Bosque, que fue diseñado por el arquitecto paisajista holandés Piet Oudolf y se centra alrededor de una arboleda de 140 plátanos. En 1976 se dedicó una arboleda adicional de 15 árboles en el parque como regalo de la ciudad de Jerusalén. Esta área, ubicada al noroeste del Castle Clinton, se llama Jerusalem Grove. La esquina noreste alberga un césped llamado Battery Oval. Los 8400 m² de césped inaugurado en 2016 como parte de una importante restauración del parque, y tiene césped hecho de pasto azul de Kentucky. A lo largo del paseo marítimo, Statue Cruises ofrece transbordadores a la Estatua de la Libertad y la Isla Ellis.
La esquina suroeste de Battery tiene el SeaGlass Carousel, una atracción con diseño bioluminiscente que rinde homenaje no solo al sitio del carrusel frente al mar, sino también al antiguo estatus del Castle Clinton como acuario. La esquina sureste tiene Peter Minuit Plaza, un centro de transporte de pasajeros intermodal. La plaza alberga una terminal de autobuses, una entrada a la terminal Whitehall del ferry de Staten Island, entradas a la estación South Ferry–Calle Whitehall del metro de Nueva York y paradas de taxis. La plaza también incluye el New Amsterdam Plein and Pavilion, un pabellón regalado por el Reino de los Países Bajos, que muestra arte, diseño y horticultura.
El parque es también el sitio de numerosos monumentos y memoriales colocados allí a lo largo de los años. A 2010, el parque recibió más de cinco millones de dólares de visitantes anuales. En 2016, Battery Conservancy dijo que el parque recibió 600 000 visitantes al mes, lo que equivale a unos 7,2 millones de dólares de visitantes al año.

### El Castle Clinton

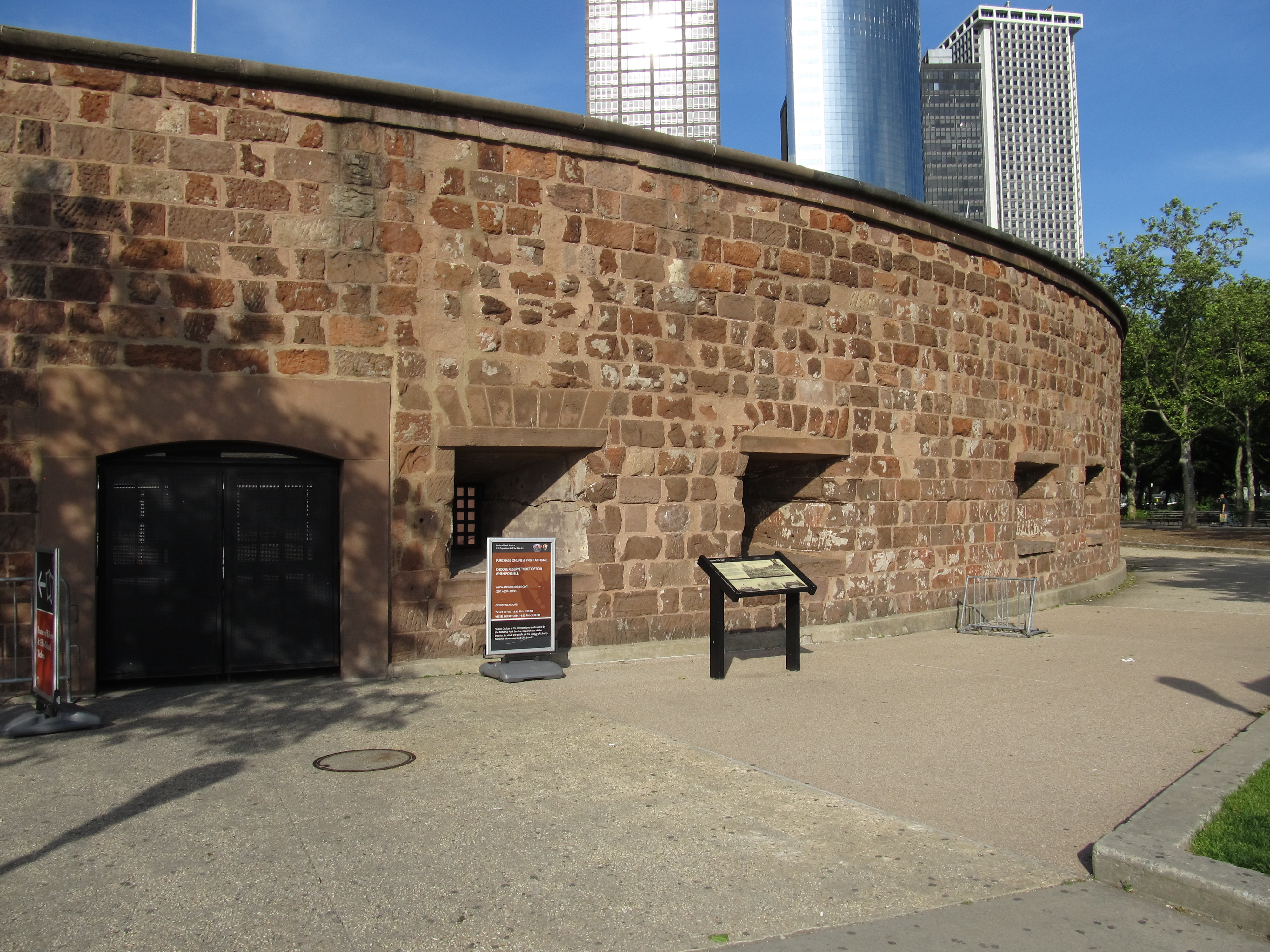
Monumento Nacional Castle Clinton

El Castle Clinton originalmente se llamaba West Battery, fue construido como un fuerte justo antes de la Guerra de 1812. : 91  Fue rebautizado como Castle Clinton en 1815 tras la guerra, en honor al alcalde DeWitt Clinton, y pasó a ser propiedad de la ciudad en 1823. Cuando la ciudad lo alquiló, se convirtió en un popular paseo y jardín de cerveza llamado Castle Garden. Más tarde, cubierto, se convirtió en uno de los principales lugares de teatro en Estados Unidos y contribuyó en gran medida al desarrollo de Nueva York como la capital del teatro de la nación. Solo a principios de la década de 1850, el lugar acogió actos como la soprano sueca Jenny Lind, la estrella de baile europea Lola Montez, el director francés Louis-Antoine Jullien, y la Compañía de Ópera Italiana Max Maretzek.
La migración de la élite de la zona alta de la ciudad aumentó a mediados del siglo XIX, y en 1855, Castle Garden se cerró y se convirtió en el primer depósito de inmigración del mundo. El centro de inmigración funcionó hasta 1890, justo antes de que se abriera el de la Isla Ellis. Se calcula que por allí pasaron 7,7 millones de inmigrantes. La estructura luego albergó el Acuario de Nueva York desde 1896 hasta 1941, cuando fue cerrado como parte de los planes del comisionado de la Autoridad del Puente Triborough, Robert Moses, para construir el Túnel Brooklyn-Battery. Moses quería crear un monumento a Fort Clinton en el sitio, pero solo se quedaría con Castle Clinton si el gobierno federal aceptaba pagar por su restauración. En última instancia, Castle Clinton se conservó como parte de un Monumento Nacional en 1946.
La estructura fue restaurada en 1975. Hoy, Castle Clinton conserva su nombre original y es administrado por el Servicio de Parques Nacionales. Contiene una pequeña exhibición de historia y taquillas para los transbordadores a la Estatua de la Libertad y la Isla Ellis; además, ocasionalmente alberga conciertos. Como sitio de la taquilla del ferry, registró casi 4,08 millones de dólares de visitantes en 2009. Según datos del Servicio de Parques Nacionales, el Monumento Nacional de la Estatua de la Libertad, que incluye al Castillo Clinton, fue el monumento nacional más popular en Estados Unidos ese año.

### Monumentos conmemorativos
Battery Park tiene más de 20 monumentos, muchos de los cuales están agrupados en un área llamada "Monument Walk".

#### Hope Garden
Dentro del parque se encuentra Hope Garden, un monumento dedicado a las víctimas del VIH/sida donde en ocasiones se había exhibido The Sphere El jardín también se ha utilizado como sitio para demostraciones ambientales debido a su fragilidad y al estatus dThe Battery como atracción turística. Más tarde, The Sphere se trasladó a Liberty Park.

#### Monumento de Holanda
El Monumento a los Países Bajos con su asta de bandera se dedicó el 6 de diciembre de 1926 como un regalo de los holandeses en conmemoración de la compra de la isla de Manhattan tres siglos antes. Originalmente estaba ubicado al sur del Castle Clinton, pero durante la renovación de 1940-1952, el asta de la bandera se trasladó a la entrada noreste de Battery, donde aún se encuentra. Fue renovado y rededicado en 2000.

#### Monumento a la costa este
Un monumento de guerra de la Segunda Guerra Mundial, el East Coast Memorial es uno de los tres monumentos de guerra en Estados Unidos administrados por la Comisión Estadounidense de Monumentos de Batalla; los otros son el Monumento a los Desaparecidos de la Segunda Guerra Mundial de la Costa Oeste en San Francisco y el Monumento a Honolulu. El monumento conmemora a los militares estadounidenses que murieron en las aguas costeras del Océano Atlántico occidental durante la Batalla del Atlántico. Un total de 4609 nombres están inscritos a ambos lados de ocho pilones de granito de 5,8 m de altura. Las torres están dispuestas en dos filas de cuatro cada una. Entre las dos filas se encuentra una estatua de bronce de un águila, erigida sobre un pedestal de granito negro. El águila se enfrenta a la Estatua de la Libertad en el puerto de Nueva York.

El monumento fue diseñado por el estudio de arquitectura Gehron & Seltzer, mientras que la estatua del águila fue creada por Albino Manca, un escultor nacido en Italia. Las losas de granito se montaron en octubre de 1959; la escultura se instaló en febrero de 1963, y en mayo del mismo año el presidente John F. Kennedy inauguró el monumento.

#### Monumento a los marineros mercantes estadounidenses
El American Merchant Mariners 'Memorial (lit. Monumento a los marineros mercantes estadounidenses), ubicada en el río Hudson al oeste del parque, está ubicada en un rompeolas de piedra justo al sur del City Pier A y conectada al muelle por un muelle. Fue diseñado por la escultora Marisol Escobar y dedicado en 1991. La escultura de bronce representa a cuatro marineros mercantes con su barco hundido tras haber sido atacado por el submarino alemán U-123 durante la Segunda Guerra Mundial. Uno de los marineros está en el agua y el mar lo cubre con cada marea alta. La escultura se basa libremente en una fotografía real del comandante del submarino, de los tripulantes del SS Muskogee, todos los cuales murieron en el mar. El monumento fue encargado por American Merchant Mariners 'Memorial, Inc., presidido por el presidente de AFL-CIO, Lane Kirkland.

#### Otros monumentos
- Los inmigrantes de Luis Sanguino Los inmigrantes (1973, reinaugurada en 2005) – Ubicada al sur del Castle Clinton, esta estatua de Luis Sanguino representa múltiples tipos de inmigrantes que habrían pasado por Castle Clinton a fines del siglo XIX.[141]
- Monumento a la Guerra de Corea (1991[142]) – Ubicado en Battery Place, justo al noreste del Castle Clinton y diseñado por Mac Adams, es un obelisco de granito negro dedicado a los veteranos de la guerra de Corea.[143] Fue pensado como uno de los primeros monumentos conmemorativos de la guerra de Corea de los Estados Unidos.[143][144]
- Estatua de John Ericsson (1903) – Ubicada cerca del centro del parque, la estatua fue diseñada por Jonathan Scott Hartley. Conmemora a Ericsson, un diseñador e innovador de buques de guerra acorazados, y lo representa sosteniendo un modelo del USS Monitor.[145]
- Monumento a los colonos valones (1924) – Ubicado en Battery Place, el monumento fue diseñado por Henry Bacon. El monumento es una estela dedicada a Jessé de Forest por sus contribuciones a la fundación de la ciudad de Nueva York y marcó el 300 aniversario de la migración de los colonos.[107][146]
- Giovanni da Verrazzano (1909) – Ubicado en Battery Place, el monumento fue diseñado por Ettore Ximenes. Es una estatua de Verrazzano, el primer europeo en navegar en el puerto de Nueva York, en un pedestal.[147]
- Monumento a la Guardia Costera de la Segunda Guerra Mundial (1955[73]) – Ubicado en el extremo sureste de Battery Park, este monumento fue diseñado por Norman M. Thomas y representa tres figuras en un pedestal.[148]
- Monumento a los operadores inalámbricos (1915,[149] reinaugurado en 1952[150]) – Ubicado cerca del centro del parque, el monumento consiste en un cenotafio que conmemora a los operadores de telégrafos inalámbricos que se hundieron con sus barcos.[149]
- River That Flows Two Ways (2000[151]): ubicado en Admiral Dewey Promenade como parte de la barandilla frente al mar, arte público diseñado por Wopo Holup.

También se han instalado monumentos temporales en la batería, como el Museo Conmemorativo del Desastre del Ferry de Staten Island, una pieza de 2016 que conmemora un ataque de pulpo falso en el Ferry de Staten Island, así como un "Monumento al secuestro de un remolcador ovni". del mismo escultor que el ferry "memorial".
Al menos diez monumentos, incluidos los memoriales de Verrazzano, Coast Guard y Wireless, se almacenaron en el parque detrás de una valla temporal desde mediados de los años 2000 hasta 2016. La controversia sobre la integridad de las estatuas surgió en 2015 tras que las renovaciones tardaran más de lo esperado. Representantes de NYC Park Advocates y la organización ítalo-estadounidense UNICO expresaron su preocupación por el estado de las estatuas, aunque los expertos dijeron que no debería haber daños físicos a largo plazo. Desde entonces, los monumentos se han instalado en o alrededor del perímetro del parque, aunque no necesariamente en sus ubicaciones anteriores. Antes de la restauración, que costó 875.000 dólares, algunos de los monumentos no se habían restaurado durante 60 años.

## Alrededores

### Alrededor del parque
Al noroeste del parque se encuentra Battery Park City, una comunidad planificada construida sobre un vertedero en las décadas de 1970 y 1980, que incluye Robert F. Wagner Park y Battery Park City Promenade. Battery Park City, propuesto en 1966, recibió su nombre del parque.
Battery Park tiene Battery Bikeway, una pieza componente de Manhattan Waterfront Greenway, un sistema de parques, ciclovías y paseos alrededor de la isla de Manhattan. El sendero para bicicletas se completó a fines de 2015 y consta de pavimentos de terracota cerca del paseo marítimo, junto a un sendero de 6 m pasarela peatonal. El carril bici tiene tres conexiones a otras partes de Manhattan Waterfront Greenway:
- Un sendero para bicicletas se origina en el lado norte de Battery y corre paralelo a la West Side Highway hacia el oeste. Al norte de Battery Park City, la ciclovía continúa hacia Hudson River Park, que se extiende hasta la costa del río Hudson.[159]
- Otro sendero para bicicletas sale de Battery desde el noroeste y corre directamente en la orilla del río Hudson a través de Battery Park City.[159]
- En el extremo sureste de Battery, el carril para bicicletas continúa como East River Greenway, que corre junto a FDR Drive.[159]

Al otro lado de State Street, hacia el noreste, se encuentra Bowling Green, así como la antigua Aduana, ahora utilizada como una sucursal del Museo Nacional del Indio Americano y el Tribunal de Quiebras. Peter Minuit Plaza linda con el extremo sureste del parque, directamente frente a la terminal Whitehall de Staten Island Ferry en South Ferry.

### Debajo el parque

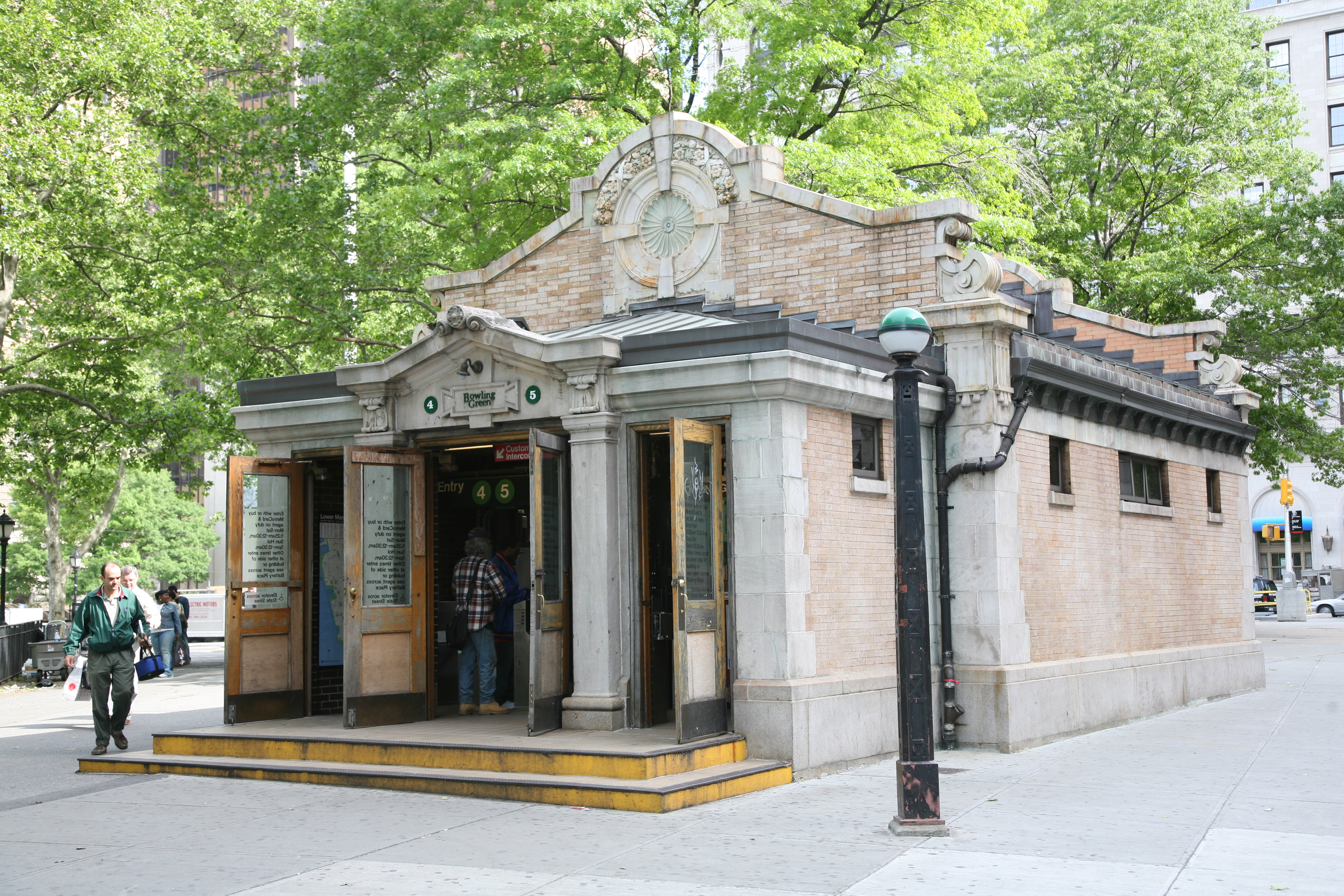
La casa de control de Battery Park, una entrada de metro emblemática en el borde del parque, que proporciona una entrada a la estación de metro de Bowling Green.

Dos túneles de carretera y varios túneles ferroviarios pasan por debajo de Battery Park. El Túnel Brooklyn-Battery, inaugurado en 1950, transporta tráfico vehicular a Brooklyn. El paso subterráneo de Battery Park, inaugurado en 1951, transporta tráfico vehicular desde West Side Highway hasta FDR Drive.
Varios túneles del metro de la ciudad de Nueva York también pasan por debajo de la batería. La antigua estación de South Ferry, inaugurada en 1905 como parte de la primera línea de metro de la ciudad, las líneas Broadway–Seventh Avenue y Lexington Avenue de la antigua Interborough Rapid Transit Company tienen un bucle de globo para permitir que los trenes den la vuelta y cambien entre dos líneas. Cerró en 2009 luego de la apertura de una estación de metro de reemplazo. La estación de reemplazo, South Ferry en la línea Broadway–Seventh Avenue (1 tren), inaugurado en 2009, creó una nueva conexión gratuita con la estación Whitehall Street de BMT Broadway Line (N), que comprende el complejo de estaciones South Ferry/Whitehall Street. La nueva estación sufrió graves daños tras el huracán Sandy en octubre de 2012 y la antigua estación circular se reactivó temporalmente entre abril de 2013 y junio de 2017, cuando reabrió la nueva estación.
La estación de Bowling Green, que se inauguró en 1905 como parte del metro original, sirve al 4 y trenes en la esquina noreste del parque. Su entrada original, o "Control House", es un hito designado por la ciudad de Nueva York. Las vías que conducen al sur de la estación van tanto a la antigua estación South Ferry como al túnel de la calle Joralemon, que bordea el parque antes de pasar por debajo del East River.

#### Restos de un muro delsigloXVII

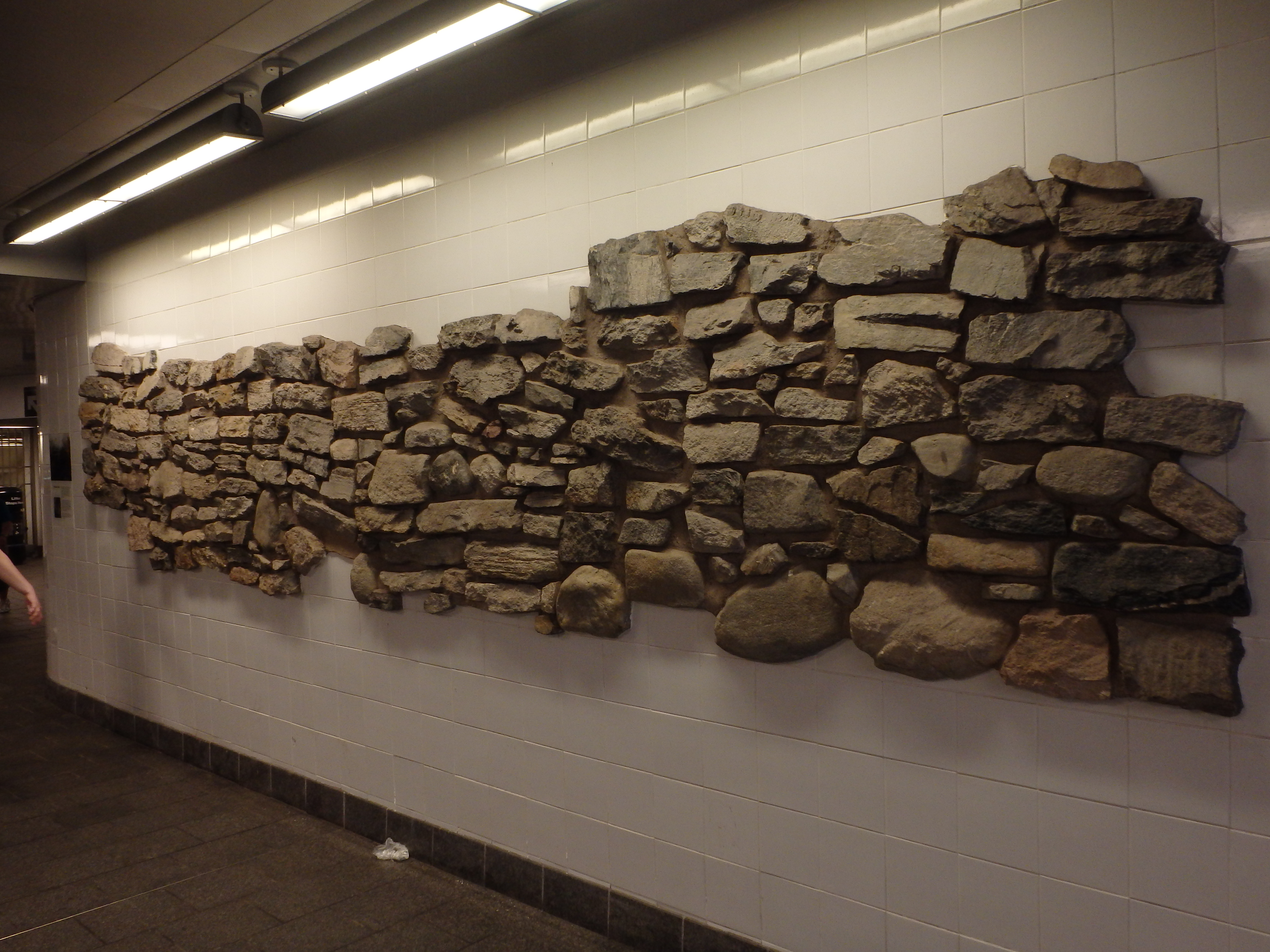
Un trozo de la antigua muralla, utilizado como obra de arte en la nueva estación de metro South Ferry

A finales de 2005, las autoridades de la ciudad de Nueva York anunciaron que los constructores que trabajaban en la nueva estación habían encontrado los restos de un muro de piedra de la época colonial británica, a finales del siglo XVII o principios del XVIII. Después del análisis arqueológico, se informó ampliamente que el muro era la estructura más antigua hecha por humanos aún en pie en Manhattan. Se encontraron cuatro paredes y más de 250 000 artefactos individuales, y una parte de una pared se colocó en exhibición temporal dentro del Clinton Castle. Otra parte larga del muro se incrustó de forma permanente en la entrada de la estación recién construida, a la misma profundidad por debajo del nivel de la calle que se descubrió originalmente.
Robert Tierney, presidente de la Comisión de Preservación de Monumentos Históricos de la Ciudad de Nueva York, dijo que el muro probablemente se construyó para proteger las baterías de artillería originales del parque. Los restos fueron descritos como "un remanente importante de la historia de la ciudad de Nueva York".